# 山下晋司 (ジャーナリスト)
山下  晋司（やました しんじ、1956年 - ）は、日本の皇室ジャーナリスト、タイムリーダージャパン株式会社社長。
元宮内庁職員。

## 人物
1956年、大阪市生まれ。関西大学卒。23年間宮内庁に勤務し、1988年から1995年までは宮内庁長官官房総務課でマスコミ対応を担当。2004年、出版社「タイムリーダージャパン」を立ち上げ独立。独立後は皇室ジャーナリストとして季刊誌『皇室手帖』の編集長などを務める（2008年2月創刊、2009年2月に第5号で休刊）。現在はBSジャパン『皇室の窓』の監修ほか、各種メディアで解説等を行っている。

## 監修
- 皇室の窓（BSジャパン）
- 『美智子さま 100の言葉』[2]

## 著書
- 『皇室手帖』